# John Tennant (homme politique)
John David Edward Tennant est un homme politique britannique.
En 2019 il est élu député européen du Parti du Brexit.